# متلازمة فوفيل
متلازمة فوفيل (بالإنجليزية: Foville's syndrome) هي مجموعةٌ من الأعراض تظهر بعد الإصابة بالبصلة السيسائية، ينتج عنها شلل نصفي، شلل نصف وجهي، وشلل وظيفي في حركة الكرة العينية، سببها إصابة الأعصاب الدماغية السادس، السابع، والحزم الهرمية. تختلف وتنقسم الأعراض إلى ثلاث أقسام وحسب مستوى الإصابة وكما في الجدول التالي:
|             | المستوى               | الشلل النصفي          | الشلل الوجهي والعيني         | دوران الوجه والعينين       |
| ----------- | --------------------- | --------------------- | ---------------------------- | -------------------------- |
| فوفيل علوي  | الدماغ الأوسط         | النصف المعاكس للإصابة | مركزي الجهة المعاكسة للإصابة | المريض ينظر لجهة الإصابة   |
| فوفيل متوسط | المنطقة العلوية للجسر | النصف المعاكس للإصابة | مركزي الجهة المعاكسة للإصابة | المريض يهرب من جهة الإصابة |
| فوفيل سفلي  | المنطقة السفلية للجسر | النصف المعاكس للإصابة | محيطي نفس جهة الإصابة        | المريض يهرب من جهة الإصابة |

سبب الإصابة قد يكون انسدادًا في الأوعية الدموية ناتج عن ورم أو التهاب.